# Thorildsplan (metrostation)
Thorildsplan is een station aan de groene route van de metro van Stockholm en wordt bediend door alle lijnen van de groene route. Het station ligt op Kungsholmen op 6,1 spoorkilometer van Slussen en verving op 26 oktober 1952 de gelijknamige tramhalte op deze plaats. Tijdens de ombouw tot metro tussen 1950 en 1952 werd ook de Drottningholmsvägen verbreed en reden de trams in 1952 tot 26 oktober ook tussen Kristineberg en de westelijke tunnelmond over de metrosporen. 
Het station ligt in de middenberm van de Drottningholmsvägen en is toegankelijk uit een voetgangerstunnel tussen het Thorildsplein aan de noordkant en het Konradsbergpark aan de zuidkant, aan de oostkant van het perron. In 1975 werd de betonnen wand, van het bruggenhoofd van afrit van de Essingeleden, naast het perron opgevrolijkt met een houten zon van kunstenaar Huck Hultgren. In 2008 werden de wanden in het station betegeld met motieven van de kunstenaar Lars Arrhenius. Hij liet zich inspireren door Pac-Man en andere computerspellen. 

## Galerij

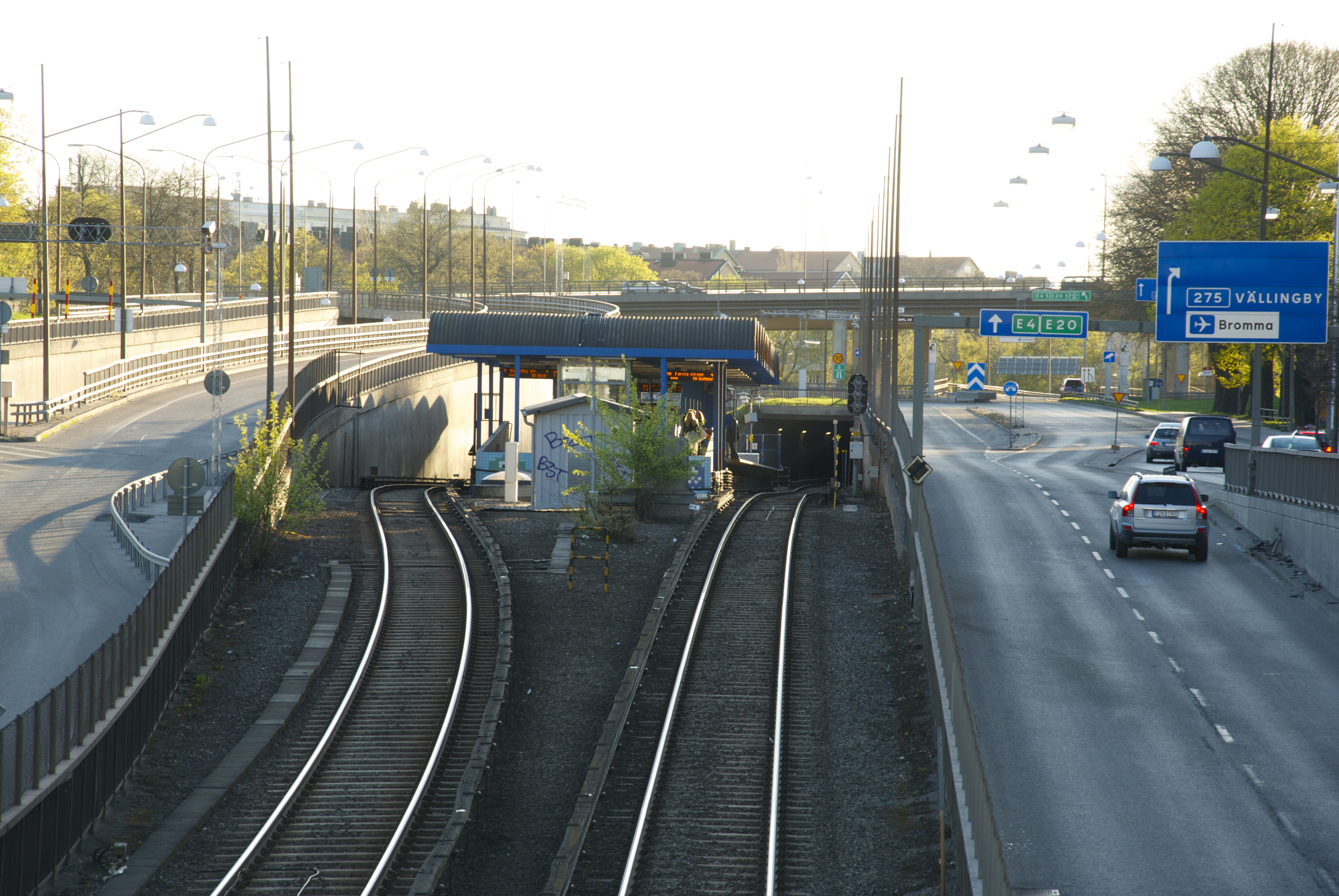
Het station gezien uit het oosten
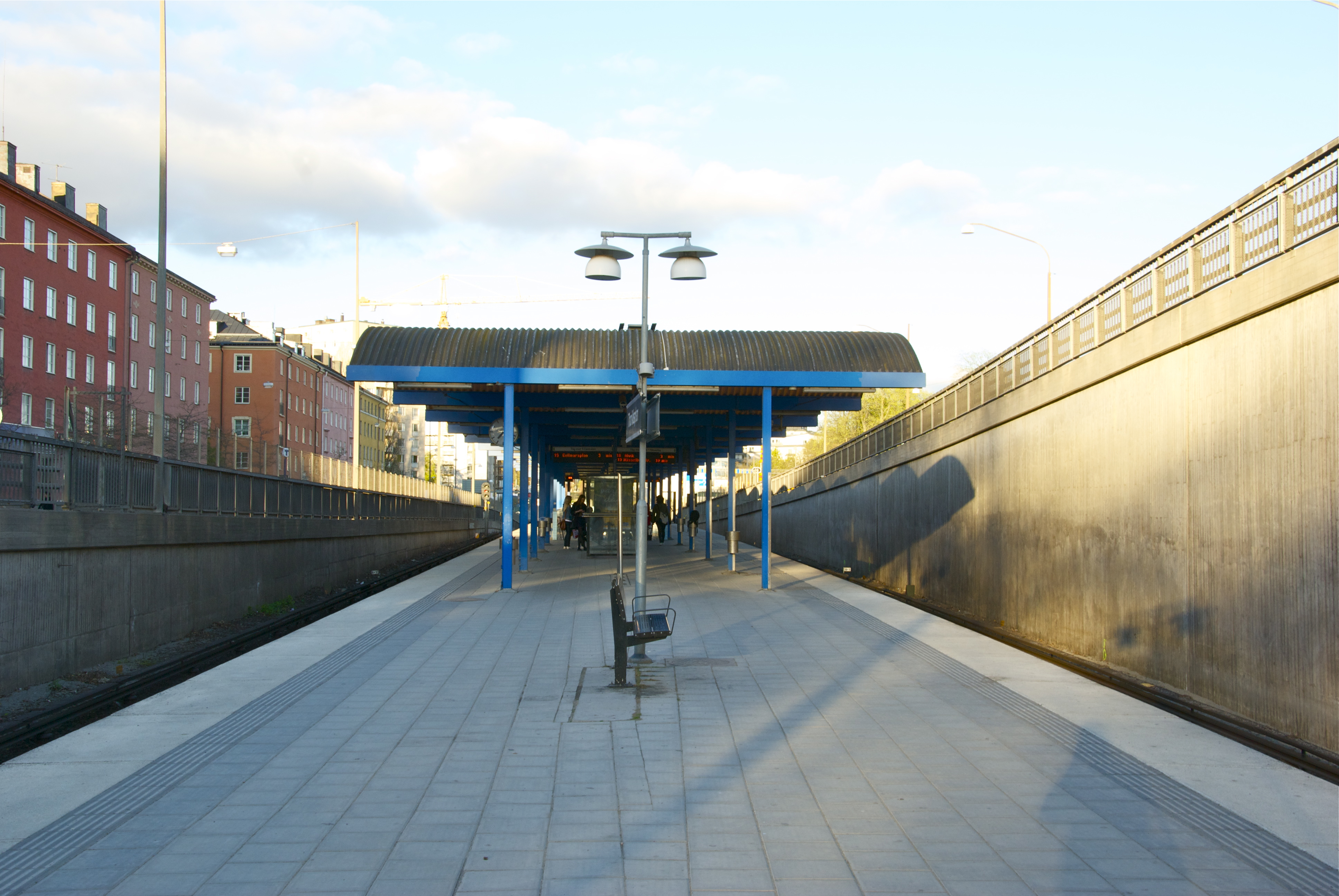
Het perron gezien uit het westen
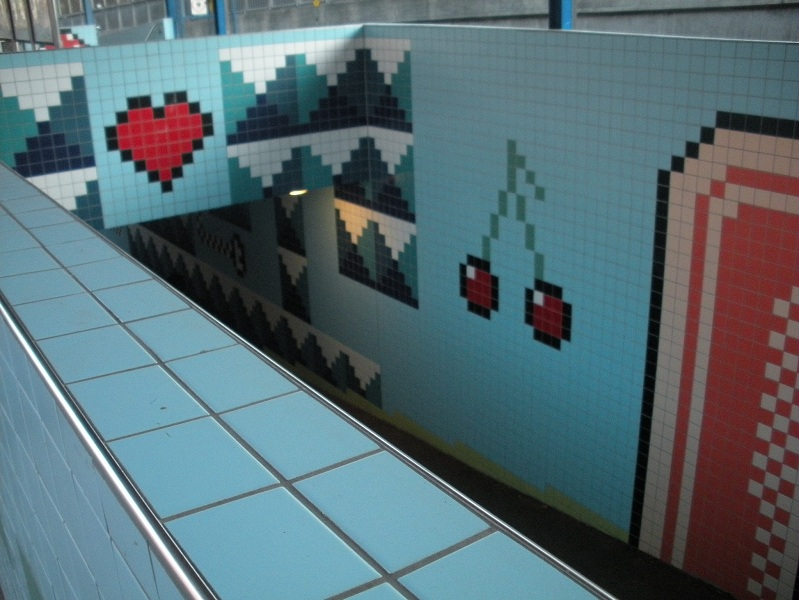
Het tegelwerk rond de ingang van voetgangerstunnel
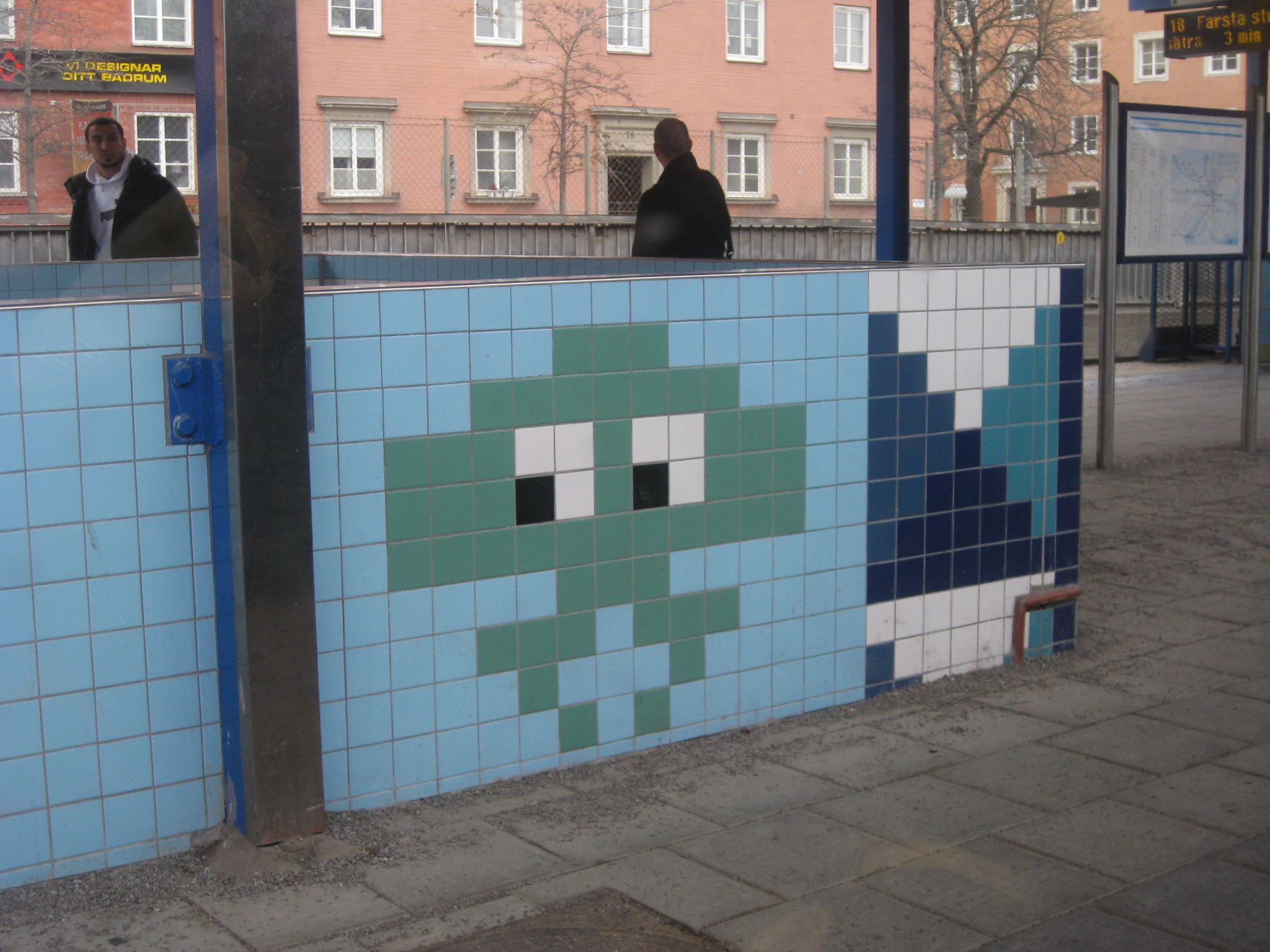
Het tegelwerk van Lars Arrhenius langs het perron

Åkeshov· 
Brommaplan·
Abrahamsberg· 
Stora Mossen· 
Alvik · 
Kristineberg · 
Thorildsplan  · 
Fridhemsplan · 
S:t Eriksplan · 
Odenplan  · 
Rådmansgatan  · 
Hötorget · 
T-Centralen ·  
Gamla Stan · 
Slussen · 
Medborgarplatsen ·  
Skanstull · 
Gullmarsplan ·  
Skärmarbrink·  
Hammarbyhöjden·  
Björkhagen·  
Kärrtorp ·  
Bagarmossen·  
Skarpnäck
Alvik · 
Kristineberg · 
Thorildsplan  · 
Fridhemsplan · 
S:t Eriksplan · 
Odenplan  · 
Rådmansgatan  · 
Hötorget · 
T-Centralen ·  
Gamla Stan · 
Slussen · 
Medborgarplatsen ·  
Skanstull · 
Gullmarsplan ·  
Skärmarbrink ·  
Blåsut·  
Sandsborg·  
Skogskyrkogården ·  
Tallkrogen·
Gubbängen·  
Hökarängen·
Farsta·
Farsta strand
Hässelby strand · 
Hässelby gård ·
Johannelund ·
Vällingby ·
Råcksta ·
Blackeberg ·
Islandstorget ·
Ängbyplan ·
Åkeshov· 
Brommaplan·
Abrahamsberg· 
Stora Mossen· 
Alvik · 
Kristineberg · 
Thorildsplan  · 
Fridhemsplan · 
S:t Eriksplan · 
Odenplan  · 
Rådmansgatan  · 
Hötorget · 
T-Centralen ·  
Gamla Stan · 
Slussen · 
Medborgarplatsen ·  
Skanstull · 
Gullmarsplan ·  
Globen ·
Enskede gård ·
Sockenplan ·
Svedmyra ·
Stureby ·
Bandhagen ·
Högdalen ·
Rågsved ·
Hagsätra